# Elia Soriano
Elia Soriano (Darmstadt, 26 giugno 1989) è un ex calciatore tedesco con cittadinanza italiana, di ruolo attaccante.

## Biografia
Nato in Germania da emigrati italiani originari di Sperone (Avellino), è fratello di Roberto, anch'egli calciatore professionista.

## Carriera
Inizia la carriera calcistica nelle giovanili del Darmstadt, con il quale debutta in prima squadra. Il 31 luglio 2017 viene acquistato a titolo definitivo dalla squadra polacca del Korona Kielce.
Il 21 maggio 2019 viene ufficializzato il suo acquisto a titolo definitivo da parte della squadra olandese del VVV-Venlo, dove rimane fino a dicembre, realizzando due reti in campionato. Nel gennaio 2020 si trasferisce, con contratto fino al 30 giugno 2020, in Israele all'Hapoel Ra'anana, ma alla prima partita si rompe il crociato e poi, a causa della pandemia di COVID-19, gioca una sola partita.

## Statistiche

### Presenze e reti nei club
Statistiche aggiornate al 12 marzo 2020.
| Stagione                        | Squadra                         | Campionato                      | Campionato | Campionato | Coppe nazionali | Coppe nazionali | Coppe nazionali | Coppe continentali | Coppe continentali | Coppe continentali | Altre coppe | Altre coppe | Altre coppe | Totale | Totale |
| Stagione                        | Squadra                         | Comp                            | Pres       | Reti       | Comp            | Pres            | Reti            | Comp               | Pres               | Reti               | Comp        | Pres        | Reti        | Pres   | Reti   |
| ------------------------------- | ------------------------------- | ------------------------------- | ---------- | ---------- | --------------- | --------------- | --------------- | ------------------ | ------------------ | ------------------ | ----------- | ----------- | ----------- | ------ | ------ |
| 2007-2008                       | Darmstadt                       | OLH                             | 21         | 9          | CG              | 1               | 0               | -                  | -                  | -                  | -           | -           | -           | 22     | 9      |
| 2008-2009                       | Darmstadt                       | RLS                             | 29         | 12         | CG              | 1               | 0               | -                  | -                  | -                  | -           | -           | -           | 30     | 12     |
| 2009-2010                       | Darmstadt                       | RLS                             | 33         | 11         | CG              | 0               | 0               | -                  | -                  | -                  | -           | -           | -           | 33     | 11     |
| Totale Darmastadt               | Totale Darmastadt               | Totale Darmastadt               | 83         | 32         |                 | 2               | 0               |                    | -                  | -                  |             | -           | -           | 85     | 32     |
| 2010-gen. 2011                  | Aalen                           | 3L                              | 12         | 0          | CG              | 1               | 0               | -                  | -                  | -                  | -           | -           | -           | 13     | 0      |
| gen.-giu. 2011                  | Eintracht Francoforte II        | RLS                             | 13         | 8          | -               | -               | -               | -                  | -                  | -                  | -           | -           | -           | 13     | 8      |
| 2011-2012                       | Eintracht Francoforte II        | RLS                             | 30         | 17         | -               | -               | -               | -                  | -                  | -                  | -           | -           | -           | 30     | 17     |
| Totale Eintracht Francoforte II | Totale Eintracht Francoforte II | Totale Eintracht Francoforte II | 43         | 25         |                 | -               | -               |                    | -                  | -                  |             | -           | -           | 43     | 25     |
| 2012-2013                       | Karlsruhe                       | 3L                              | 13         | 1          | CG              | 1               | 1               | -                  | -                  | -                  | -           | -           | -           | 14     | 2      |
| 2013-2014                       | Kickers Stoccarda               | 3L                              | 33         | 7          | CG              | 0               | 0               | -                  | -                  | -                  | -           | -           | -           | 33     | 7      |
| 2014-2015                       | Kickers Stoccarda               | 3L                              | 20         | 7          | CG              | 1               | 0               | -                  | -                  | -                  | -           | -           | -           | 21     | 7      |
| 2015-gen. 2016                  | Kickers Stoccarda               | 3L                              | 18         | 3          | CG              | 0               | 0               | -                  | -                  | -                  | -           | -           | -           | 18     | 3      |
| Totale Kickers Stoccarda        | Totale Kickers Stoccarda        | Totale Kickers Stoccarda        | 71         | 17         |                 | 1               | 0               |                    | -                  | -                  |             | -           | -           | 72     | 17     |
| gen.-giu. 2016                  | Kickers Würzburg                | 3L                              | 13+2       | 8+1        | CG              | 2               | 0               | -                  | -                  | -                  | -           | -           | -           | 17     | 9      |
| 2016-2017                       | Kickers Würzburg                | 2L                              | 33         | 5          | CG              | 2               | 1               | -                  | -                  | -                  | -           | -           | -           | 35     | 6      |
| Totale Kickers Würzburg         | Totale Kickers Würzburg         | Totale Kickers Würzburg         | 46+2       | 13+1       |                 | 4               | 1               |                    | -                  | -                  |             | -           | -           | 52     | 15     |
| 2017-2018                       | Korona Kielce                   | EK                              | 22         | 5          | CP              | 3               | 1               | -                  | -                  | -                  | -           | -           | -           | 25     | 6      |
| 2018-2019                       | Korona Kielce                   | EK                              | 33         | 14         | CP              | 0               | 0               | -                  | -                  | -                  | -           | -           | -           | 33     | 14     |
| Totale Korona Kielce            | Totale Korona Kielce            | Totale Korona Kielce            | 55         | 19         |                 | 3               | 1               |                    | -                  | -                  |             | -           | -           | 58     | 20     |
| 2019-2020                       | VVV-Venlo                       | ED                              | 16         | 2          | CO              | 1               | 1               | -                  | -                  | -                  | -           | -           | -           | 17     | 3      |
| gen--mar. 2020                  | Hapoel Ra'anana                 | Al                              | 1          | 0          | -               | 0               | 0               | -                  | -                  | -                  | -           | -           | -           | 1      | 0      |
| Totale carriera                 | Totale carriera                 | Totale carriera                 | 340+2      | 109+1      |                 | 13              | 4               |                    | -                  | -                  |             | -           | -           | 355    | 114    |

## Palmarès

### Club

#### Competizioni nazionali
- 3. Liga: 1

Karlsruhe: 2012-2013